# Maite Zubieta
Maite Zubieta Aranbarri, född den 28 maj 2004 i Busturia, är en spansk fotbollsspelare.

## Karriär
Maite Zubieta inledde sin seniorkarriär i Athletic Bilbao 2022. Hon har även representerat den spanska damlandslaget där hon debuterade år 2024.